# Dungeons & Dragons 2: Wrath of the Dragon God
Dungeons and Dragons: Wrath of the Dragon God is een Amerikaanse fantasyfilm uit 2005, geregisseerd door Gerry Lively. De film is een televisiefilm, en een vervolg op de film Dungeons & Dragons.
De enige acteur uit de eerste film die wederom meespeelt in deze is Bruce Payne in zijn rol als de kwaadaardige Damodar.

## Verhaal
Damodar, de handlanger van de voormalige tovenaar Profion, is terug en uit op wraak. Door een vloek die Profion op hem had geplaatst is hij teruggekeerd uit de dood als een ondood wezen. Hij is al 100 jaar op zoek naar een voorwerp waarmee hij onstopbare verwoesting kan oproepen over het land en de nakomelingen van degene die zijn ellende hebben veroorzaakt.
De film begint op het punt waar hij eindelijk dit voorwerp in handen krijgt. Het voorwerp blijkt een zwarte bol te zijn, die als krachtbron dient voor Falzure, de zwarte drakengod van vernietiging. Door de bol kan hij zichzelf bevrijden van de vloek en weer een normaal mens worden.
Al snel wordt de komst van het oude kwaad dat Damodar heeft vrijgelaten voelbaar. Berek, een vechter en voormalige kapitein van de koninklijke wacht, herkent het kwaad als Falzure. Hij en zijn vrouw Melora, een krachtige jonge magiër, krijgen de opdracht om een groep van avonturiers samen te stellen en naar Damodars schuilplaats te gaan. Lux (een vrouwelijke barbaar), Dorian (een cleric) Ormaline (een elftovenaar) en Nim (een dief) sluiten zich bij Berek aan voor de tocht. Samen moeten ze Faluzure stoppen.

## Rolverdeling
| Acteur               | Personage | Opmerkingen         |
| -------------------- | --------- | ------------------- |
| Bruce Payne          | Damodar   |                     |
| Mark Dymond          | Berek     |                     |
| Clemency Burton-Hill | Melora    |                     |
| Ellie Chidzey        | Lux       | als Ellie Chidzley  |
| Tim Stern            | Nim       |                     |
| Steven Elder         | Dorian    |                     |
| Lucy Gaskell         | Ormaline  |                     |
| Roy Marsden          | Oberon    |                     |
| Geoffrey T. Bersey   | Galtar    | als Geoffrey Bersey |

## Achtergrond
De film was een low-budget productie met een cast van relatief nieuwe acteurs (behalve Bruce Payne). In tegenstelling tot de vorige film bevat deze film een hoop elementen uit het Dungeons & Dragons rollenspel. Zo behandelt de film de tocht van een groep verschillende personages die hun individuele gaven moeten bundelen om hun opdracht te vervullen. De schurken zijn ook meer in overeenstemming met het D&D rollenspel.
De film werd met gemengde reacties ontvangen. Veel kijkers vonden de film een vooruitgang ten opzichte van de vorige. Ook werd de film over het algemeen gezien als beter qua verhaal. Toch had de film niet het budget en de special effects van zijn voorganger. De visuele effecten werden gedaan door het Londense CGI house Cinevision.
Begin 2007 deden de geruchten zich ronde dat Sci-Fi Channel een miniserie gebaseerd op de film aan het opnemen zou zijn. Dit bleek echter niet te kloppen.